# Ludwig Schläfli

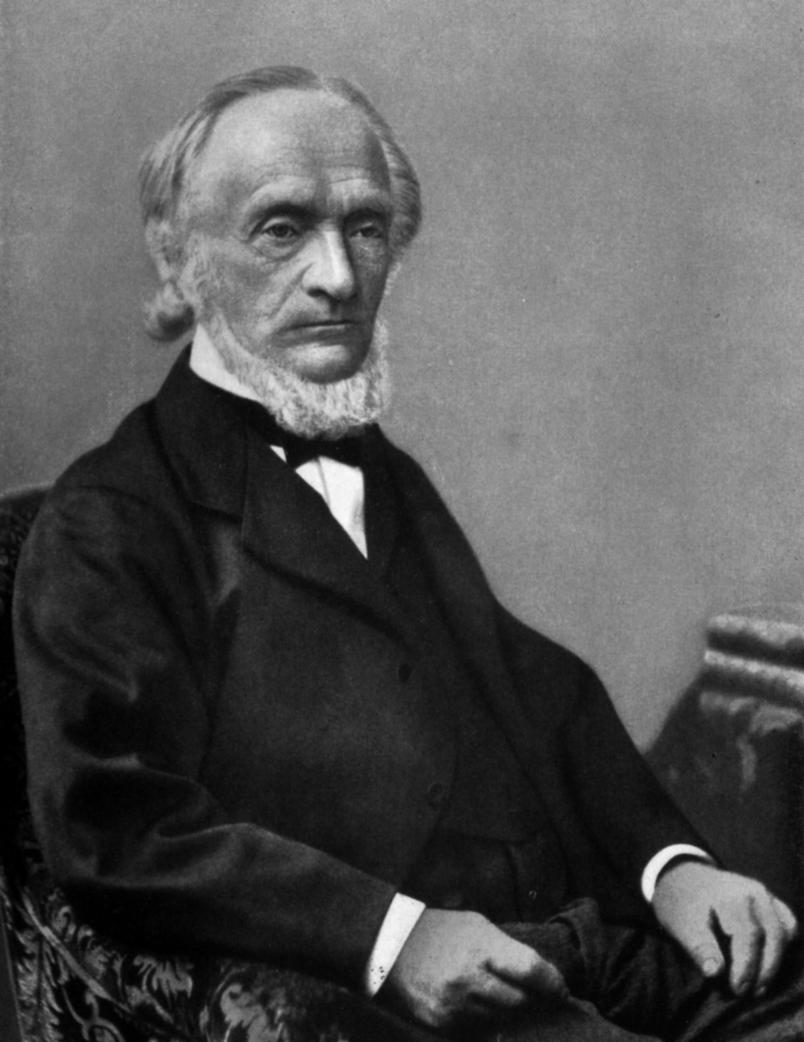
Ludwig Schläfli

Ludwig Schläfli (Grasswil, 15 januari, 1814 - Bern, 20 maart, 1895) was een wiskundige uit Zwitserland, die vooral actief was op het terrein van de meetkunde en de complexe functietheorie. Hij was een van de sleutelfiguren bij de ontwikkeling van een notatie voor ruimten in meer dimensies. De hogere dimensie speelt sindsdien een belangrijke rol in de natuurkunde en is een veelvoorkomend element in de sciencefiction. Ondanks dat zijn ideeën tegenwoordig algemeen zijn aanvaard, is Schläfli relatief onbekend.

## Leven en loopbaan

### Jeugd en onderwijs
Ludwig Schläfli bracht het grootste deel van zijn leven door in Zwitserland. Hij werd geboren in Grasswil, de woonplaats van zijn moeder. Het gezin verhuisde vervolgens naar het nabijgelegen Burgdorf, waar zijn vader als handelaar werkte. Zijn vader wilde dat Ludwig in zijn voetsporen zou treden, maar Ludwig was niet geschikt voor praktisch werk.
Omwille van zijn aanleg voor wiskunde, werd hij in 1829 tot het Gymnasium in Bern toegelaten. Tegen die tijd leerde hij al de differentiaalrekening uit een boek van Kästner. In 1831 zette hij zijn studie in Bern voort aan de academie in Bern. In 1834 ontstond uit de academie de nieuwe universiteit van Bern, waar Schläfli vervolgens theologie studeerde.

### Docent
Na zijn afstuderen in 1836 werd hij in Thun tot leraar aan een middelbare school benoemd. Daar bleef bij tot 1847. Zijn vrije tijd besteedde bij aan de studie van de wiskunde en de botanie. Een dag in de week bracht hij door aan de Universiteit in Bern.
Een keerpunt in zijn leven kwam in 1843. Schläfli had gepland om Berlijn te bezoeken om daar de wiskundige gemeenschap te leren kennen, met name zijn landgenoot Jakob Steiner, een bekende wiskundige. Maar onverwacht kwam Steiner naar Bern, waar zij elkaar ontmoetten. Niet alleen was Steiner onder de indruk van de wiskundige kennis van Schläfli, hij bleek ook zeer geïnteresseerd in zijn vloeiende beheersing van het Italiaans en het Frans.
Steiner stelde voor dat Schläfli hem en zijn Berlijnse collega's Carl Jacobi, Johann Dirichlet, Karl Wilhelm Borchardt als tolk zou bijstaan op een aanstaande reis naar Italië. Schläfli ging op dit voorstel in. Het gezelschap verbleef gedurende meer dan zes maanden in Italië, gedurende welke tijd Schläfli zelfs enkele van de 'wiskundige werken' van zijn reisgenoten in het Italiaans vertaalde.

### Latere leven
Schläfli onderhield tot 1856 een correspondentie met Steiner. Zijn ervaringen gedurende zijn Italië-reis moedigden hem aan in 1847 te solliciteren voor een positie aan de universiteit van Bern, waar hij in 1848 werd benoemd. Hij bleef daar werkzaam tot zijn emeritaat in 1891, en bracht zijn verdere tijd door met de studie van het Sanskriet en het uit het Hindoe vertalen van de geschrift Rig-Veda in het Duits. Hij stierf in 1895.

## Polytopen
In de Theorie der Vielfachen Kontinuität definieert hij polyschema's. Tegenwoordig worden dit polytopen genoemd. Een polytoop is een hoger dimensionaal equivalent van een veelhoek of een veelvlak. Schläfli ontwikkelde een theorie van deze polytopen en hij vond, onder andere, de formule van Euler voor veelvlakken in meer dan drie dimensies. Hij bepaalde de regelmatige polytopen, dat wil zeggen de {\displaystyle n}-dimensionale familieleden van regelmatige veelhoeken en platonische lichamen. Het blijkt dat er zes regelmatige polytopen in vier dimensies en drie regelmatige polytopen in alle hogere dimensies bestaan.
Hoewel Schläfli in zijn eigen tijd, de tweede helft van de 19de eeuw, bekend was bij zijn collega's, vooral door zijn bijdragen aan de complexe functietheorie, kreeg zijn vroege meetkundige werk lange tijd weinig aandacht. In het begin van de twintigste eeuw begon Pieter Hendrik Schoute samen met Alicia Boole Stott met onderzoek naar polytopen. Zij vonden dezelfde resultaten over reguliere polytopen van dimensie 4, die Schläfli vijftig jaar eerder al had gevonden. Pas later herontdekte Schoute het boek van Schläfli. Weer later werden de semi-regelmatige polytopen bestudeerd door Willem Abraham Wijthoff. In het tweede deel van de twintigste eeuw zetten Donald Coxeter, John Conway en anderen dit werk voort. Ook aan het begin van de 21ste eeuw kent dit door Ludwig Schläfli begonnen deelgebied van de meetkunde nog vele onopgeloste problemen.